# Citadele Bank

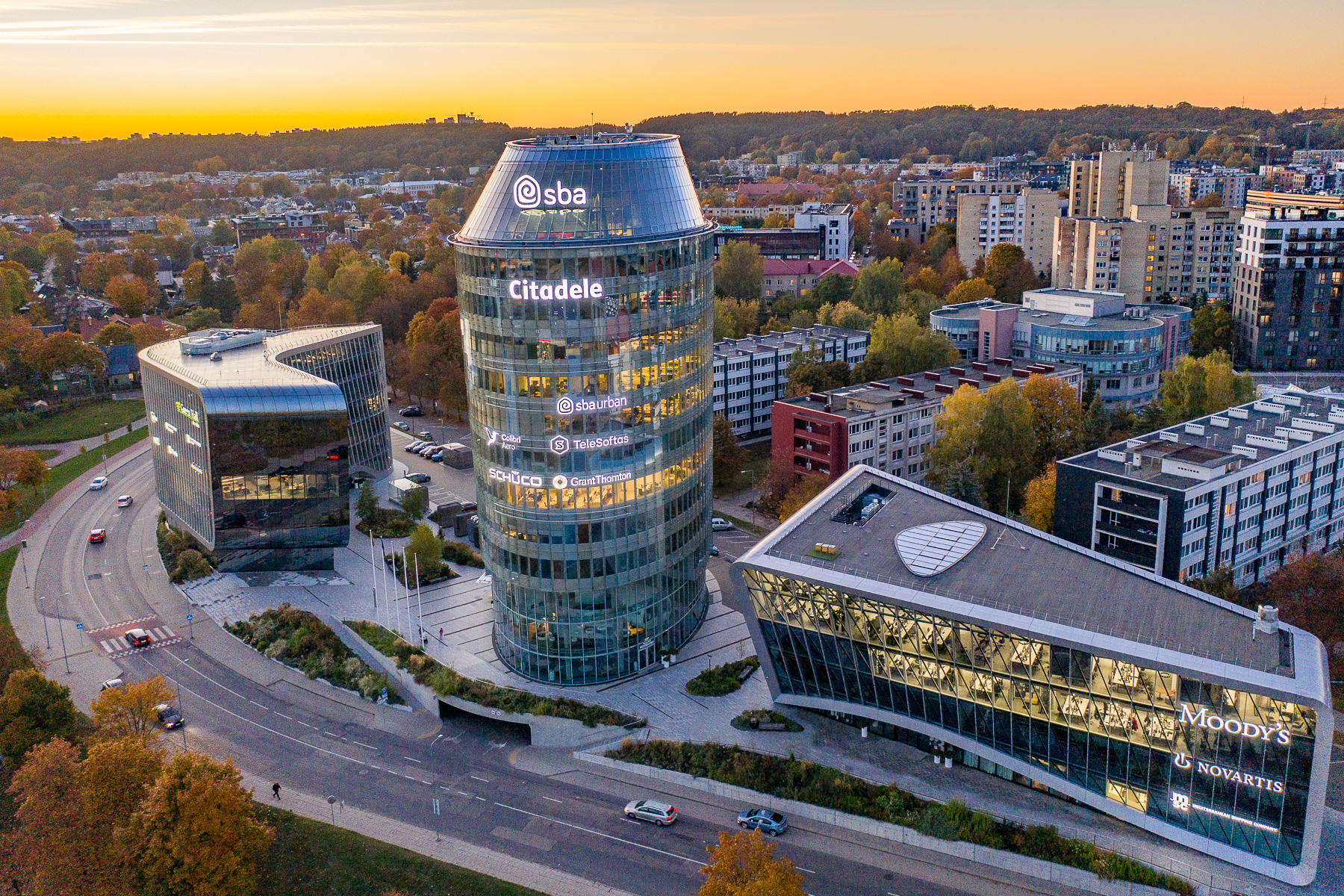
Niederlassung in Wilna

Die Citadele Bank (lettisch: Citadele banka) ist eine der größten Banken Lettlands mit Sitz in Riga. Die Bank entstand 2010 durch Abspaltung der in Schieflage geratenen und unter Staatsverwaltung gestellten Parex Bank.
Ab  2010 war die Bank der exklusive Abrechnungspartner der Kreditkartengesellschaft American Express in Lettland und Litauen. 2016 wurde die Ausgabe von neuen American-Express-Kreditkarten gestoppt und angekündigt, die Zusammenarbeit mit American Express zu beenden. Im gleichen Jahr wurde mit der Ausgabe von Visa Kreditkarten begonnen. Bestandskunden konnten ihre Kreditkarten von American Express noch bis März 2018 nutzen.